# Leigné-sur-Usseau
Leigné-sur-Usseau è un comune francese di 474 abitanti situato nel dipartimento della Vienne nella regione della Nuova Aquitania.

## Società

### Evoluzione demografica
Abitanti censiti